# Essilor
Essilor International S.A. — международная компания, которая производит очковые линзы и оптическое оборудование. Essilor образовалась в 1972 году в Париже путём слияния компаний Essel и Silor. В 2018 году объединилась с итальянской компанией Luxottica, в результате образовалась группа EssilorLuxottica.

## История
Essel возникла в 1849 году как кооператив мастеров по изготовлению очков. В 1959 году компания выпустила на рынок первые в мире мультифокальные линзы, названные Varilux, они предназначены для страдающих пресбиопией
Компания Silor была основана в 1931 году Жоржем Лиссаком (Georges Lissac), производила линзы и оправы. Наиболее важной разработкой стали ударопрочные линзы из органического стекла Orma.
К 1960-м годам Essel и Silor стали лидерами рынка очков во Франции. Чтобы иметь больше шансов при выходе на международный рынок, компании начали переговоры о слиянии. В 1972 года была образована новая оптическая компания Essilor. Владельцем компании стало объединение акционеров Société Civile Valoptec, акции получили все сотрудники компаний Essel и Silor. В 1975 году часть акций была размещена на Парижской фондовой бирже. К концу 1970-х годов у Essilor было 15 заводов по производству очков в 10 странах, включая США, компания вошла в пятёрку крупнейших производителей корректирующих линз.
К концу 1980-х годов две трети выручки компании приносили зарубежные продажи, она вышла на первое место в мире по продаже корректирующих очков. В 1990 году в США было создано совместное предприятие с PPG Industries, названное Transitions Optical, оно начало производство пластиковых фотохромных линз (линз, темнеющих на ярком свете); в 2014 году Essilor выкупила долю партнёра. В 1990-х годах началось освоение азиатского рынка, где было открыто несколько заводов по массовому производству линз, в частности первый завод в КНР был открыт в 1997 году. В 1995 году был куплен американский производитель поликарбонатного стекла Gentex Optics. В следующем году также в США была куплена сеть офтальмологических центров Omega Group.
В 2008 году была куплена швейцарская компания Satisloh, производитель лабораторного оборудования и противоотражающих покрытий. В 2010 году было куплено 50 % акций израильской компании Shamir Optical Industry. Также в 2010 году Essilor купила розничную группу FGX International, включая её бренд очков Foster Grant. В 2011 году было куплено 50 % акций китайского производителя офтальмологических линз Wanxin Optical.

## Деятельность
Дочерние компании Essilor расположены в более чем 30 странах, а представительства — в более чем 100 странах мира с производственными центрами в Европе, Северной Америке и Азии. У компании было 34 завода по производству линз и оправ.
Выручка за 2017 год составляла 7,5 млрд евро, из них 46 % приходилось на Северную Америку, 28 % — на Европу, 19 % — на Азию и Ближний Восток, 7 % — на Латинскую Америку.